# Гросс-Розен
Гросс-Розен (нем. KZ Groß-Rosen) — нацистский концентрационный лагерь, существовавший в 1940—1945 годах в районе села Гросс-Розен в Нижней Силезии (ныне — Рогозница, Польша). В настоящее время является одноимённым музеем, зарегистрированным в Государственном реестре музеев.

## История
Гросс-Розен был создан летом 1940 года в дополнение к системе трёх основных лагерей: Дахау на юге, Бухенвальд в центральной Германии и Заксенхаузен на севере. В мае 1941 года лагерь передан в ведение SS-Deutsche Erd-und Steinwerke GmbH (земляные и каменные работы), в лагере силами заключённых построено предприятие по обработке камня.
В октябре 1941 года в лагерь Гросс-Розен доставлены и расстреляны солдатами СС 3000 советских военнопленных.
Лагерь Гросс-Розен известен тем, что в нём содержались пленные антинацистские активисты из оккупированных Германией стран, схваченные согласно директиве Гитлера «Ночь и туман».
Политические заключённые и евреи подвергались жестокому обращению, пыткам и убийствам не только со стороны охраны лагеря, но и от других заключённых и вольнонаёмных немцев, работавших на предприятии.
С августа 1942 года заключённые, которые физически не могли работать в лагере, переправлялись в лагерь Дахау на так называемом «инвалидном транспорте». Один из таких узников, Виллем Лодевейк Хартоорн, написал книгу об этих событиях, «Запрещено умирать» (нидерл. Verboden te sterven).
Во время наибольшего своего расширения в 1944 году лагерь Гросс-Розен состоял из шести подразделений на территории Германии, оккупированных Польши и Чехословакии, в нём было заключено 11 % всех содержащихся в нацистских концлагерях. В 1944 году в лагерь были заключены арестованные члены русского эмигрантского Народно-трудового союза (НТС) из Силезии и Генерал-губернаторства, среди них Г. А. Рар. В одном из подразделений лагеря — в чешском городе Брюннлиц — Оскар Шиндлер спас около 1200 евреев.
За период существования через лагерь Гросс-Розен прошло 125 тысяч заключённых, из которых 40 тысяч умерли или были убиты. Среди охранников лагеря было более 500 женщин.
14 февраля 1945 года лагерь был освобождён Красной Армией.

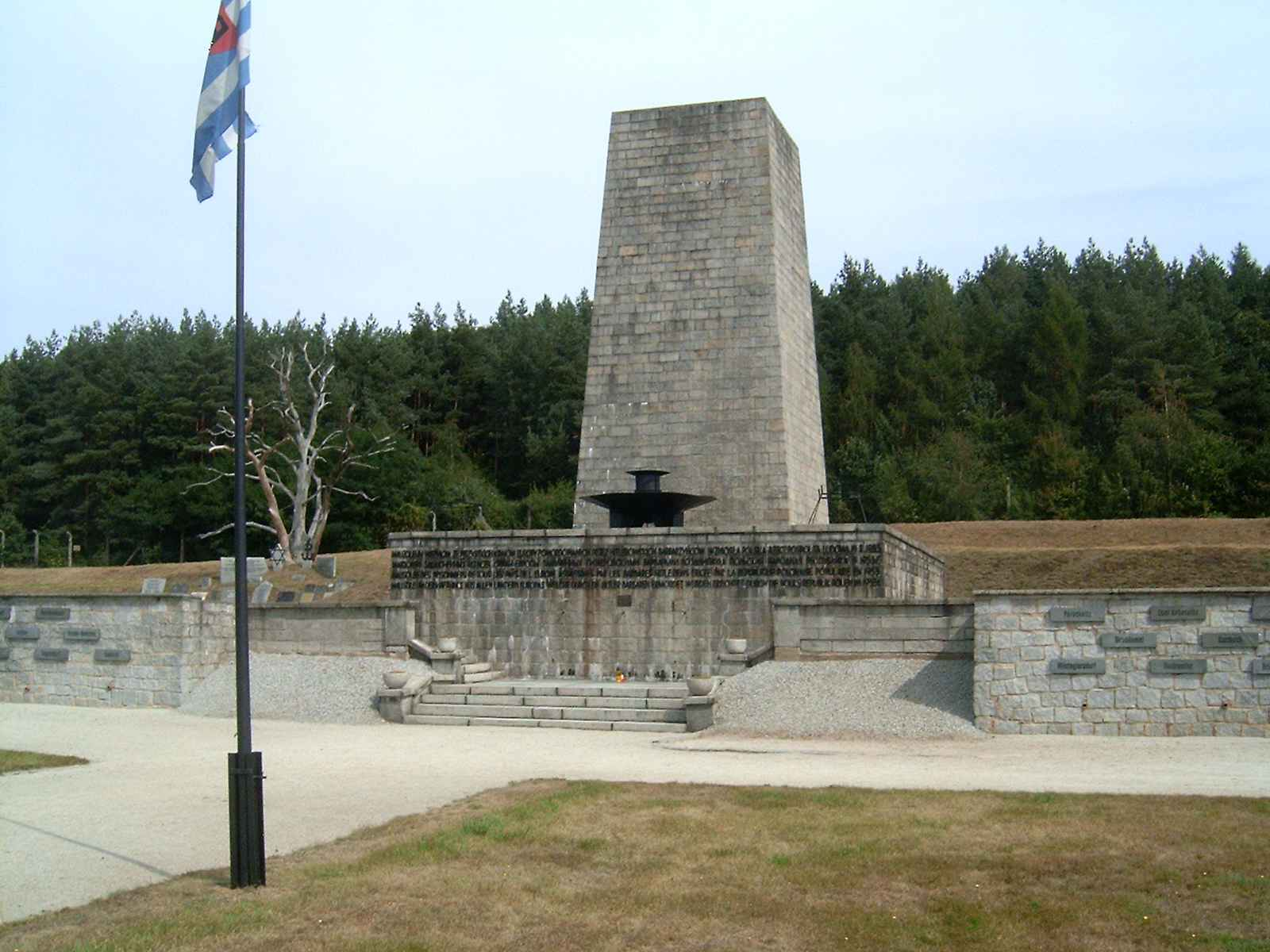
Мемориал заключенным концлагеря

## Воспоминания заключённых
- Willem Lodewijk Harthoorn, Verboden te sterven, Van Gruting, 2007, ISBN 978-90-75879-37-7
- Johannes Teunissen, Mijn belevenissen in de Duitse concentratiekampen, Kok, 2006, ISBN 978-90-435-0367-9
- Глеб Рар: По этапам Третьего Рейха. Глава из книги «Судьбы поколения 1920—1930-х годов в эмиграции», Изд-во Русский Путь, Москва 2006, ISBN 5-85887-253-0